# David Stancliffe
David Staffurth Stancliffe (* 1. Oktober 1942 in Devizes, Wiltshire) ist ein britischer anglikanischer Geistlicher. Er war von 1993 bis 2010 Bischof von Salisbury.

## Leben und Karriere
Stancliffes Familie engagierte sich bereits über mehrere Generationen in der Kirche. Bereits sein Vater, Michael Staffurth Stancliffe, und sein Großvater waren Priester in der Church of England gewesen. Er besuchte das Trinity College an der Oxford University, wo er Philosophie studierte. Er erwarb dort 1965 einen Bachelor of Arts und 1968 einen Master of Arts. In dieser Zeit gab er seine ursprünglichen Pläne auf, Kirchenmusiker zu werden. Zur Vorbereitung auf das Priesteramt besuchte er ab 1965 das Ripon Hall College in Cuddesdon.
Er wurde 1967 zum Diakon und 1968 zum Priester geweiht. Von 1967 bis 1970 war er als Hilfsvikar an St Bartholomew im Stadtteil Armley in Leeds tätig. Von 1970 bis 1977 war er Kaplan am Clifton College in Bristol. Von 1977 bis 1982 war er Dompfarrer mit Residenzpflicht (Canon Residentiary) an der Kathedrale von Portsmouth. Gleichzeitig war er in dieser Zeit als Diözesandirektor für die Ausbildung der Priesteramtskandidaten und für die Laienausbildung in der Diözese zuständig.
Von 1982 bis 1993 war Stancliffe Propst von Portsmouth. Ein Schwerpunkt seiner Tätigkeit in dieser Aufgabe war die bauliche Fertigstellung der in den 1930er Jahren geplanten und infolge des Zweiten Weltkriegs unterbrochenen Erweiterungen der Kathedrale. Zusätzlich zu seinen seelsorgerischen Aufgaben in der Diözese von Portsmouth war er stellvertretender Vorsitzender der Governors of Portsmouth Grammar School, Leiter des Chichester Theological College und Mitglied in der Leitung des Salisbury and Wells Theological College in Salisbury. Von 1984 bis 1989 war er erneut Vorsitzender des Southern Regional Institute, dessen Leitung er schon in den Jahren von 1979 bis 1981 innegehabt hatte. Von 1982 bis 1993 war er außerdem Vorsitzender des Diocesan Advisory Committee.
1993 wurde Stancliffe Bischof von Salisbury. Er wurde am 30. November 1993 in der Westminster Abbey zum Bischof geweiht und am 9. Dezember 1993 in der Kathedrale von Salisbury in sein Amt eingeführt. Im Januar 2010 gab Stancliffe bekannt, dass er 2010 in den Ruhestand treten werde. Im Juli 2010 hielt er seine letzte Predigt als Bischof von Salisbury. Zum 30. September 2010 trat er offiziell in den Ruhestand; seine Aufgaben in der Generalsynode der Kirche von England und im House of Lords nahm er bis zu diesem Zeitpunkt noch wahr.
Stancliffe hatte während seiner Kirchenlaufbahn außerdem zahlreiche weitere Ämter in kirchlichen Organisationen und caritativen Einrichtungen inne. Stancliffe gehört seit 1985 der Generalsynode der Kirche von England an. Von 1991 bis 2001 gehörte er der Cathedrals Fabric Commission for England an. Im Juli 1993 folgte er dem Bischof von Winchester als Vorsitzender der Liturgischen Kommission der Church of England nach. Diese Position hatte er bis 2005 inne. Er hatte der Kommission bereits seit 1986 als Mitglied angehört. Die Arbeit der Kommission umfasste insbesondere die Veröffentlichung des Liturgiehandbuchs The Promise of His Glory und die Vorbereitung einer gemeinsamen Gottesdienstliturgie. Für diese Arbeit wurde Stancliffe vom Erzbischof von Canterbury mit einem Lambeth Degree als Doctor of Divinity ausgezeichnet und erhielt somit die Ehrendoktorwürde in Theologie.
Stancliffe ist Mitglied des Council for the Care of Churches, Präsident der Bewegung Affirming Catholicism, einer Gruppe, die den Katholizismus innerhalb der Anglikanischen Kirche verteidigt, und Vizepräsident der Royal School of Church Music.
Stancliffe erhielt Auszeichnungen von mehreren Universitäten. 1993 erhielt er die Ehrendoktorwürde als Doctor of Letters (Hon DLitt) von der University of Portsmouth. 2000 wurde er vom St Chad's College der University of Durham zum Honorary Fellow ernannt, ebenso 2003 vom Trinity College der University of Oxford. 2001 wurde er zum Fellow of the Royal School of Church Music ernannt.

## Privates
Stancliffe ist seit Juli 1965 mit Sarah Smith verheiratet. Sie haben zwei Töchter, einen Sohn und acht Enkel. Das Paar besuchte den Sudan im Januar 1996 und im Dezember 1999. Stancliffe kehrte zuletzt bei zwei Besuchen im Jahre 2006 in den Sudan zurück. Im Rahmen einer Provinzialsynode war er zunächst Gast der Sudanesischen Kirche, bei seinem zweiten Besuch 2006 begleitete er den Erzbischof von Canterbury, Rowan Williams.

## Mitgliedschaft im House of Lords
Stancliffe gehörte vom 7. November 1997 bis zum September 2010 als Geistlicher Lord dem House of Lords an. Seine Antrittsrede hielt er am 27. Februar 1998. Zu seinen politischen Interessengebieten zählte Stancliffe die Erhaltung des kulturellen Erbes, internationalen Handel und landwirtschaftliche Angelegenheiten, sowie Waffenhandel. Als Land von besonderem Interesse gab Stancliffe den Sudan an. Sein Nachfolger im House of Lords wurde John Pritchard, der Bischof von Oxford.

## Wirken in der Öffentlichkeit
Stancliffe kritisierte 2001 die Bombardierung Afghanistans und verurteilte 2003 den Irakkrieg. Stancliffe kritisierte, dass Invasion des Iraks durch die Streitkräfte der Vereinigten Staaten, der Streitkräfte des Vereinigten Königreichs und verbündeter Staaten in der sogenannten Koalition der Willigen nicht durch ein Mandat der Vereinten Nationen legitimiert sei.
Im Juni 2003 war Stancliffe einer der Bischöfe der Church of England, die die Nominierung von Jeffrey John, einem offen homosexuellen Priester, der in einer festen Beziehung lebte, zum Weihbischof von Reading durch den Erzbischof von Canterbury, Rowan Williams, ausdrücklich unterstützten und ihre Solidarität mit der Entscheidung von Williams bekundeten.
2006 löste Stancliffe eine öffentliche Kontroverse aus, als er seinen eigenen, bereits einmal geschiedenen Sohn erneut in einer kirchlichen Zeremonie traute. Nach einem Beschluss der Generalsynode der Church of England kann eine zweite kirchliche Trauung Geschiedener nur dann erfolgen, wenn außergewöhnliche Umstände vorliegen. Man warf Stancliffe insbesondere vor, zugunsten seines Sohnes die kirchlichen Vorschriften gebrochen zu haben. Die Kritik an Stancliffe kam insbesondere deshalb auf, da Stancliffe noch im Jahre 2005 anlässlich der Wiederverheiratung von Prinz Charles und Camilla Parker Bowles aufgrund des vorangegangenen Ehebruchs die Gottesdienst-Liturgie lediglich als eine kirchliche Segnungszeremonie entworfen hatte, die keine offizielle kirchliche Trauung darstellte.
2009 schrieb David Stancliffe das Vorwort zu einer Neuausgabe des Wessex Psalter mit allen 150 Psalmen aus dem Book of Common Prayer, nachdem die Originalhandschriften 2006 bei einem Brand in der St. John's Church in Devizes vernichtet worden waren.
Im November 2009 kam es zu einer Debatte im House of Lords über den Sudan. Stancliffe sagte Unterstützung für den Südsudan zu, unabhängig vom Ausgang des Referendums über die politische Selbstständigkeit des Südens.
2009 unterstützte Stancliffe anlässlich der zweiten Lesung im House of Lords das Gesetz über das Verbot von Streuminen, die Government’s Cluster Munitions (Prohibition) Bill. Stancliffe erklärte, er hoffe, dass die Konvention zum Verbot von Streumunition in Großbritannien bis zum November 2010 ratifiziert sei.
Am 11. Februar 2017 unterzeichneten 14 Bischöfe im Ruhestand einen Offenen Brief an die amtierenden Bischöfe der Church of England. Darin gaben sie ihrer Ablehnung des Berichts zur Sexualität Ausdruck, den das House of Bishops der Generalsynode vorgelegt hatte und in dem keine Änderungen des Kirchenrechts oder der kirchlichen Praxis hinsichtlich der Sexualität empfohlen wurden. Bis zum 13. Februar unterschrieben weitere neun Bischöfe im Ruhestand, darunter Stancliffe, sowie ein amtierender Bischof (Alan Wilson, Bischof von Buckingham). Am 15. Februar wurde der Bericht von der Synode zurückgewiesen.